# Línia 5 de Metrovalència

Plànol de metrovalència.

La línia 5 és una de les línies de metro de Metrovalència. Es constituïa de dos trams subterranis, procedents de Torrent i l'aeroport, i un a la superfície mitjançant tramvia (T5) entre Marítim-Serreria i Neptú, aquest últim traçat tramviari ha estat inclòs a la línia 8.

## Estacions
| Trams                                   | Zona A                              | Zona B                              | Zona D   |
| --------------------------------------- | ----------------------------------- | ----------------------------------- | -------- |
| Tram Marítim-Serreria- Mislata-Almassil | Marítim-Serreria- Mislata-Almassil  |                                     |          |
| Tram Marítim-Serreria - Rosas           | Marítim-Serreria - Mislata-Almassil | Mislata-Almassil - Rosas            |          |
| Tram Marítim-Serreria - Aeroport        | Marítim-Serreria - Mislata-Almassil | Mislata-Almassil Ferrocarril- Rosas | Aeroport |

### Estació Amistat
L'Estació d'Amistat serveix la línia 5 des del 2003. Aquesta estació, situada al barri de l'Amistat, dona servei a l'Hospital Casa de la Salut situat davant mateix. S'hi accedeix pel Carrer dels Sants Just i Pastor.

## Aquesta línia dona servei a
És una de les línies més noves i pel que fa a les línies subterrànies, és la més recent. Comunica València i l'aeroport de València.
- Estadi de Futbol del València-CF (Mestalla) - Aragó
- Zona Comercial - Colom
- Estació del Nord i Plaça de Bous - Xàtiva
- Prefectura Central de Policia, Biblioteca General - Àngel Guimerà
- Hospital General - Nou d'Octubre
- Clínica Casa de la Salut - Amistat
- Aeroport de València - Aeroport
- Hospital de Manises - Salt de l’Aigua
- Hospital de Crònics de Mislata - Mislata-Almassil

## Història
El primer tram entre l'estació d'Albereda i la d'Aiora fou inaugurat el 30 d'abril de 2003. El 22 de setembre de 2004 es va inaugurar un ramal que realitza una penetració en subterrani a la localitat de Torrent partint de l'estació de Torrent fins a la nova estació de Torrent Avinguda que és molt més cèntrica. Un any després, el 3 d'octubre de 2005, es va crear l'estació de Bailén al ramal que unia la línia 1 i la línia 5 entre les de Colom i Joaquim Sorolla, que valdrà com a connexió amb la nova estació del Nord subterrània. Finalment, el 2 d'abril de 2007 es va inaugurar l'estació de Marítim-Serreria al carrer de la Serradora, una estació intermodal dissenyada per unir la línia 5 amb el tramvia al port (línia T5) i amb la línia T4. Després de la reorganització, a l'estació de Marítim-Serreria, arriben les línies del tramvia T6 (Marítim-Serreria - Tossal del Rei) i la línia 8 (Marítim-Serreria - Marina Reial).